# Quận Tyrrell, North Carolina
Quận Tyrrell là một quận nằm ở bang Bắc Carolina.  Tại thời điểm năm 2000, quận có dân số 4.149 người, là quận ít dân nhất bang2 Lưu trữ ngày 26 tháng 8 năm 2009 tại Wayback Machine người. Quận lỵ đóng ở Columbia6.

## Địa lý
Theo Cục điều tra dân số Hoa Kỳ, quận có tổng diện tích 600 square miles (1.555 km²), trong đó, 390 dặm Anh vuông (1.010 km²) là diện tích đất và 210 dặm Anh vuông (545 km²) trong tổng diện tích (35,05%) là diện tích mặt nước.

### Các thị trấn
Quận được chia thành 5 thị trấn: Alligator, Columbia, Gum Neck, Scuppernong, và South Fork.

### Các quận giáp ranh
- Quận Washington, Bắc Carolina - Tây
- Quận Dare, Bắc Carolina - Đông
- Quận Hyde, Bắc Carolina - Nam

### Các khu bảo tồn quốc gia
- Pocosin Lakes National Wildlife Refuge (một phần)

## Thông tin nhân khẩu
Theo cuộc điều tra dân số2 tiến hành năm 2000, quận này có dân số 4,149 người, 1.537 hộ, và 1.055 gia đình sinh sống trong quận này. Mật độ dân số là 11 người trên mỗi dặm Anh vuông (4/km²). Đã có 2.032 đơn vị nhà ở với một mật độ bình quân là 5 trên mỗi dặm Anh vuông (2/km²).  Cơ cấu chủng tộc của dân cư sinh sống tại quận này gồm 56,47% White, 39,43% African American, 0,19% Native American, 0,75% Asian, 2,05% từ các chủng tộc khác, và 1,11% từ hai hay nhiều chủng tộc. Hispanic hoặc Latino thuộc bất cứ chủng tộc nào were 3,62% of the population.
Có 1,537 hộ trong đó có 28,60% có con cái dưới tuổi 18 sống chung với họ, 47,40% là những cặp kết hôn sinh sống với nhau, 16,60% có một chủ hộ là nữ không có chồng sống cùng, và 31,30% là không gia đình. 28,20% trong tất cả các hộ gồm các cá nhân và 14,40% có người sinh sống một mình và có độ tuổi 65 tuổi hay già hơn.  Quy mô trung bình của hộ là 2,42 còn quy mô trung bình của gia đình là 2,95,
Phân bố độ tuổi của cư dân sinh sống trong huyện là 22,70% dưới độ tuổi 18, 8,20% từ 18 đến 24, 30,30% từ 25 đến 44, 22,70% từ 45 đến 64, và 16,10% người có độ tuổi 65 tuổi hay già hơn.  Độ tuổi trung bình là 39 tuổi. Cứ mỗi 100 nữ giới thì có 114,10 nam giới. Cứ mỗi 100 nữ giới có độ tuổi 18 và lớn hơn thì, có 114,20 nam giới.
Thu nhập bình quân của một hộ ở quận này là $25.684, và thu nhập bình quân của một gia đình ở quận này là $32.468, Nam giới có thu nhập bình quân $26.227 so với mức thu nhập $18.403 đối với nữ giới. Thu nhập bình quân đầu người của quận là $13.326, Khoảng 19,10% gia đình và 23,30% dân số sống dưới ngưỡng nghèo, bao gồm 31,50% những người có độ tuổi 18 và 20,80% là những người 65 tuổi hoặc già hơn.

## Thành phố và thị xã
- Columbia
- Jerry
- Pleasant View